# Дора Балтеа
Дòра Бàлтеа (на италиански: Dora Baltea, на френски: Doire Baltée, на Arpitan: Djouiye или Dououre, на пиемонтски: Deura Bàutia) е река в Северна Италия, дълга 160 км, важен ляв приток на река По.

## Етимология
Името Дора Балтеа произлиза от латинското Dura Bautia или Duria Bautica: през Средновековието тя е наричана така по латинското име на левия ѝ приток Бютие – Bautex. На пиемонтски dòira обозначава всеки воден поток с вариантите си doiron и doirëtta, които са в основата на много исторически хидроними и топоними.
Среща се и с латински имена Duria Maior (за разлика от Duria Minor, днешната река Дора Рипария), Doria, Dura, Duria.
Хидронимът dora е с праиндоевропейския корен * dura / duria и е широко разпространен в Европа (като напр. река Дуеро в Северна Испания и река Дуър в Кент, Англия), и по-специално в келтските райони, макар че произходът му от келтски е под въпрос. Dora се среща и в някои апелативи като лигурското doria, което означава „воден поток“.

## Извор, течение, устие
Дора Балтеа е петият по големина приток на По след Танаро, Ольо, Ада и Тичино. Води началото си от склоновете на масива Монблан, по-точно от Антрев - малко подселище на италианския град Курмайор. Там именно се събират водите на река Дора ди Фере, идващи от ледника Пре дьо Бар (на френски: Pré de Bar) във Вал Фере и на Дора ди Вени, водещи началото си от ледника Миаж във Вал Вени.
При село Пре Сен Дидие в нея се вливат водите на потока Дора ди Верне, после тя пресича територията на селата Морже и Ла Сал, след което в нея се вливат притоците Дора ди Валгризанш, Дора ди Рем, потоците Савара и Гранд Ейвия. Преминава през южната част на град Аоста, като в нея се влива притокът Бютие, след което минава през голям брой населени места, сред които градчетата Сен Кристоф и Нюс, село Фенис, градчетата Шатийон (където в нея се влива потокът Мармор) и Сен Венсан, където рязко променя посоката си, като се насочва на юг. Оттук стига до градчето Верес (където в нея се влива потокът Евансон), селата Арна и Бар, и минава под моста на Бар в подножието на Крепостта на Бар. На височината на село Он в нея се влива потокът Аяс. Градчето Пон Сен Мартен е последната община на регион Вале д'Аоста, окъпана от Дора, и там в нея се влива потокът Лис.
След това Дора Балтеа навлиза в регион Пиемонт. Пресича голяма част от района на Канавезе и скоро стига до град Ивреа, където, след като преминава през малък и тесен каньон в центъра на града, е блокирана от дълга дига, като по този начин захранва Канала на Ивреа. Оттук реката започва ниското си равнинно течение, след което близо до градчето Страмбино (в полето на подселище Чероне) в нея се влива потокът Киузела. Под формата на меандър реката се насочва към река По, в която се влива близо до градчето Крешентино.

## Притоци
На територията на Вале д'Аоста:
- Дора ди Вернe – десен приток, спуска се от Валоне ди Ла Тюил и се влива близо до село Пре Сен Дидие
- Дора ди Валгризанш – десен приток, спуска се от Валгризанш и се влива при село Арвие
- Дора ди Рем – десен приток, спуска се от Вал ди Рем и се влива в Савара при село Ентро
- Савара – десен приток, спуска се от Валсаваранш и се влива при село Вилньов
- Гранд Ейвия – десен приток, спуска се от Вал ди Коне и се влива при село Еймавил
- Бютие – ляв приток, спуска се от Валпелин и се влива при град Аоста
- Сен Бартелеми – ляв приток, минава през едноименната долина и се влива при градчето Нюс
- Поток Клавалитè – десен приток, минава през едноименната долина и се влива при село Фенис
- Мармор – ляв приток, спуска се от Валтурнанш и се влива при градчето Шатийон
- Евансон– ляв приток, спуска се от Вал д'Айас и се влива при село Исон (във Фльоран)
- Аяс – десен приток, слиза от Вал ди Шампорше и се влива при село Он
- Лис – ляв приток, спуска се от Вал ди Лис и се влива при градчето Пон Сен Мартен.

На територията на Пиемонт:
- Киузела – десен приток, спуска се от Валкиузела и се влива близо до градчето Страмбино.

## Хидроложки показатели и особености
Дора Балтеа се захранва от планинските масиви на Монблан, Матерхорн, Монте Роза и Гран Парадизо, чиито ледници влияят на речния ѝ режим, характеризиращ се с маловодна зима и летни наводнения. Тя е единствената италианска река със снежно-ледников речен режим.
Дора Балтеа има типичните характеристики на високопланинска река: висока средна надморска височина, много ниска температура на водата, устойчиви склонове, скоростно течение и променлива водовместимост, повишен пренос на твърд материал, вградени буйни корита, доминиращи скални субстрати.
През XX век експлоатацията на водни течения подпомага икономическия растеж и разрастването на градовете, като постепенно ерозира речната среда чрез намаляване на крайречната растителност, заливните равнини и промяната на естествения ход на реката. В нейния басейн има множество ВЕЦ-ове и основните сред тях са Авиз (Avise) и Валпелин II (Valpelline II). Водната компания на Вале д'Аоста – CVA (Compagnia Valdostana delle Acque) е една от най-процъфтяващите икономически реалии във Вале д'Аоста. В планината са издълбани канали със забележителна дължина, които разпределят водата в електроцентралите във Вале д'Аоста. Те започват от Валдиние (район на регион Вале д'Аоста близо до Монблан) и се вливат в село Куинчинето в Пиемонт.
Дора Балтеа е известна с богатата си фауна: дъгова пъстърва и сьомгова пъстърва, речни раци и голямо разнообразие от различни видове земноводни.
По протежение на Дора Балтеа се практикуват спортове като кану, рафтинг и каяк. Едни от най-известните места са Шавон в община Вилньов и Салуджа (Saluggia) на шлюзовете на Природния резерват на островчето Ритано между провинция Верчели и Метрополен град Торино. В град Ивреа е изграден канал, в който се провеждат тренировки, както и национални и международни състезания по кану и каяк.
В района на вливането на Дора Балтеа в По е разположен Природният резерват на вливането на Дора Балтеа, нар. още Резерват на Бараконе, съставен от 1568 хектара в регион Пиемонт, между провинция Верчели и Метрополен град Торино.

## Наводнения
Наводненията на реката са циклични, причинени са най-вече от жегата и интензивните дъждове и са способни да унищожат всичко, което срещнат по пътя си. Те радикално променят речното корито на дадени места, създавайки нови бързеи и проходи. Така реката завладява земи, някога заети от дървета и ливади. На 15 октомври 2000 г., след дни на обилни валежи, Дора Балтеа и нейните притоци преливат, причинявайки сериозни наводнения във Вале д'Аоста и в Пиемонт, където са потопени цели селища, причинявайки смъртта на няколко души, а водовместимостта на Дора Балтеа достига до изключителните 3100 м³ / сек в долното течение.
| Дата              | Характеристики | Места |
| ----------------- | --- | --- |
| 1839 г.           | излизане от коритото с реактивиране на палеоречното корито отдясно на височината на Рио Рибес | Кастеламонте – Ивреа |
| септ. 1948 г.     | излизане от коритото в района на Банкете, проливни явления в района на повечето основни притоци (Евансон, Масконяз) | Аяс (подселище Шампюлюк), Банкете |
| юни 1957 г.       | метеорологично събитие, утежнено от топенето на снега; свлачища и крайбрежни ерозии в страничните долини; нестабилност на речното корито и на защитните работи, наводнения по протежение на Дора Б., Лис и Евансон                                                                                             | долините Гресоне, Рем Нотр Дам, Рем Сан Жорж и Валсаваранш; Пон Сен Мартен, Вилньов, Аяс (подселище Шампюлюк), Гресан и Монжове                                                                                               |
| ноем. 1968 г.     | силно метеорологично събитие, особено в долините на югозападния сектор | Курмайор, Ла Сал, Ла Тюил, Морже, Валсаваранш |
| юни 1972 г.       | свлачище във Валтурнанш, засягащо Рио Брусанш с образуването на наводнителна вълна, която причинява наводняване на конуса близо до подселище Нуарса (Антей Сент Андре) | Антей-Сент-Андре (подселище Нуарса) |
| авг. 1972 г.      | валежи с висока, 3-4-часова интензивност; свлачища и наводнения и поради временното препречване на речните корита поради свлачища | долини Валсаваранш, Вал ди Рем и Валнонтей; басейн на потока Коломба над Морже; Вале ди Оломон |
| май 1977 г.       | свлачища и наводнения в долината на Пиемонт | Албиано д'Ивреа, Мерченаско |
| окт. 1977 г.      | широко разпространени хидрогеоложки нестабилности | средно-долна долина на Дора Балтеа; долини на Лис и на Евансон и от дясно между Аоста и Куинчинето |
| авг. 1978 г.      | бури с висока интензивност и краткотрайни валежи | долна долина на Шампорше |
| авг. 1980 г.      | високоинтензивни и краткотрайни валежи засягат притоците на потока Мармор с транспортиране на значителни количества маси върху конуса | Рио ди Шамоа и Рио ди Ферна |
| септ. 1981 г.     | епизодични наводнения в долната долина (потоци Ренанкио и Берсела) с голямо транспортиране на маси и отломки | Куинчинето, Вал Киузела (Траверсела) |
| март 1983 г.      | свлачища във Валтурнанш | Антей Сент Андре (подселище Фиерна), първостепенен междуградски път за Червиния |
| март-апр. 1986 г. | свлачища | Карема |
| авг. 1987 г.      | валежи с висока интензивност и кратка продължителност | общини на Горно Канавезе и тези на Дора Балтеа на Канавезе, Вале Сакра и Вал Киузела |
| септ. 1993 г.     | тежко наводнение, особено засягащо отсечката Ивреа – Карема; реактивиране на палеоречното корито отдясно на Рио Рибес; транспортиране на маси и наводнение по коритото на поток Киузела и на конуса на Рио Ренанкио в Куинчинето                                                                               | възел на Ивреа (вътрешният басейн на големия Моренов амфитеатър на Ивреа), общини Павоне, Лесоло, Монталто Дора, Фиорано, Банкете, Романо Канавезе, Маце и подселището му Тоненго; автомагистрали Аоста-Торино и Ивреа-Сантия |
| ноем. 1994 г.     | подобно на това от 1993 г., но с по-малък отток на Дора Б.; наводняване на равнината на Ивреа; излизане от бреговете на Киузела | Павоне Канавезе |
| 15 окт. 2000 г.   | обилните валежи засягат целия басейн на По и предизвикат голямо излизане от коритото заедно с всички левите му притоци, сред които и Дора Б. Нейният обем е 3 200 м³ / сек, което опустошава по-голямата част от селищата във Вале д'Аоста по протежението ѝ и наводнява долната част на град Ивреа в Пиемонт. | северната част на регион Пиемонт: Вал ди Суза, Вали ди Ланцо, Канавезе, Вал д'Осола и целия регион Вале д'Аоста. |

## Селища
Дора Балтеа тече през целия регион Вале д'Аоста и в северозападната част на регион Пиемонт.
В регион Вале д'Аоста:
- Курмайор и подселища Антрев и Долон
- Пре Сен Дидие
- Морже
- Ла Сал
- Авиз
- Арвие
- Вилньов
- Еймавил
- Сар: подселище Сен Морис
- Аоста
- Полен
- Брисон
- Сен Марсел и подселище Лилаз
- Сен-Кристоф
- Нюс
- Верей
- Шамбав
- Понте
- Фенис
- Шатийон
- Сен Венсан
- Монжове
- Шамдепра
- Исон
- Верес
- Арна
- Бар
- Донас
- Он
- Пон Сен Мартен

В регион Пиемонт:
- Карема
- Куинчинето
- Сетимо Витоне
- Таваняско
- Куасоло
- Боргофранко д'Ивреа
- Монталто Дора
- Банкете
- Ивреа
- Каравино
- Страмбино: подселище Чероне
- Вестиние
- Боргомазино
- Виске
- Маце
- Рондисоне
- Салуджа
- Вероленго
- Крешентино

## Галерия
- Дора Балтеа в град Ивреа
- Кану стадионът в град Ивреа
- Дора Балтеа видяна от моста Пасерела в град Ивреа
- ЖП мост над реката в град Ивреа
- ЖП линия Кивасо-Аоста при селището Монжове
- Дора Балтеа и крепостта на Бар
- Дора Балтеа видяна от градчето Маце
- Дора Балтеа видяна от парка на Замъка на Маце
- Дора Балтеа видяна от моста Пасарела в град Ивреа